# Louis Brandeis
Louis Brandeis (pronunciado /brændaɪs/) o Louis Dembitz Brandeis  (13 de noviembre de 1856-5 de octubre de 1941) fue un Juez Asociado de la Corte Suprema de los Estados Unidos de 1916 a 1939. Nació en Louisville, Kentucky, de padres judíos que habían emigrado de Bohemia. Se matriculó en la Escuela de Leyes de Harvard (Harvard Law School), graduándose a la edad de veinte años con el más alto promedio de calificaciones en la historia de la universidad. Fue uno de los fundadores de la Universidad Brandeis.

## Primeros trabajos
Brandeis se estableció en Boston, en donde se convirtió en un abogado reconocido por sus trabajos sobre las causas sociales que benefician a la sociedad. Él ayudó a desarrollar el concepto del "derecho a la privacidad" escribiendo un artículo de revisión en Harvard Law Review con ese título, y fue muy acreditado por el jurista Roscoe Pound por haber logrado "nada menos que la adición de un capítulo a nuestra ley". Años más tarde, en un libro que publicó, titulado El dinero de otras personas, sugirió formas de frenar el poder de los grandes bancos y grupos financieros, que en parte explica por qué más tarde luchó contra las poderosas corporaciones, los monopolios, la corrupción pública, y el consumismo de masas, todo lo cual consideraba perjudicial para los valores y la cultura estadounidenses. También se convirtió en miembro activo del movimiento sionista, viéndolo como una solución al "problema judío" del antisemitismo en Europa y Rusia, al mismo tiempo que una manera de "revivir el espíritu judío".

## Defensor del pueblo
Cuando las finanzas de su familia se consolidaron, comenzó a dedicar la mayor parte de su tiempo a causas públicas y más tarde se le denominó el "Abogado del Pueblo." Él insistía en llevar algunos casos sin cobrar honorarios a fin de tener una libertad más amplia para abordar las cuestiones implicadas. La revista The Economist le llamó "Un Robin Hood de la ley". Entre sus primeros casos notables estuvieron las acciones de lucha contra los monopolios del ferrocarril, en defensa de la mano de obra y de las leyes laborales, ayudando a crear el Sistema de Reserva Federal, y presentando ideas para la nueva Comisión Federal de Comercio (FTC). Logró gran reconocimiento mediante la presentación de una exposición del caso, más tarde llamada el "escrito de Brandeis", que se basó en el testimonio de personas expertas de otras profesiones para apoyar su caso, estableciendo así un nuevo precedente en la presentación de pruebas.

## Nombramiento para la Corte Suprema

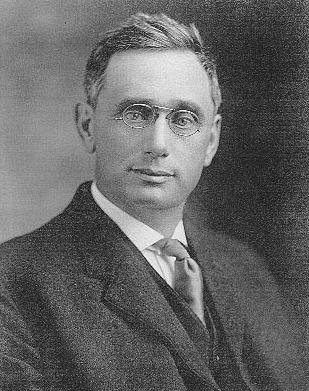
Foto de Louis Brandeis (hacia 1900)

En 1916, el presidente Woodrow Wilson nominó a Brandeis para llegar a ser en miembro de la Corte Suprema de los EE. UU.. Sin embargo, su nombramiento fue impugnada de forma implacable, en parte porque, como el juez William O. Douglas escribió, "Brandeis era un cruzado militante por la justicia social sin importar quien fuera  su oponente. Era peligroso, no sólo por su brillantez, su aritmética, su valor. Era peligroso porque era incorruptible... [y] los temores del establishment eran mayores debido a Brandeis fue el primer judío a ser nombrado para la Corte Suprema." Fue confirmado finalmente por el Senado, el 1 de junio de 1916, por una votación de 47 a 22, y se convirtió en una de las figuras más famosas e influyentes de todos los tiempos que sirvieron en el alto tribunal. Sus opiniones fueron, según los estudiosos del derecho, algunas de las "más grandes defensas" de la libertad de expresión y el derecho a la intimidad que han sido escritas por un miembro de la Corte Suprema.

### En inglés
- Melvin I. Urofsky discusses 'Louis D. Brandeis: A Life' Video, 40 minutes, Sept. 29, 2009
- Fox, John, Capitalism and Conflict, Biographies of the Robes, Louis Dembitz Brandeis. Public Broadcasting Service.
- Nomination of Louis D. Brandeis: hearings before the subcommittee of the committee on the Judiciary of the Senate February 9, 1916..., Volumes 1-21, 1219 pages at book dot Google.
- Harvard University Library Open Collections Program. Women Working, 1870–1930, Louis Brandeis (1846-1941). A full-text searchable online database with complete access to publications written by Louis Brandeis.
- University of Louisville, Louis D. Brandeis School of Law Library - Louis D. Brandeis Collection

- Datos: Q520840
- Multimedia: Louis Brandeis / Q520840
- Citas célebres: Louis Brandeis